# PunBB
PunBB (PunBulletinBoard) és un sistema lleuger de fòrums de discussió a Internet basat en PHP publicat sota la Llicència Pública General de GNU. L'objectiu principal del projecte és ser una alternativa més ràpida, més petita i menys gràfica als fòrums de discussió com ara phpBB, Invision Power Board o vBulletin.
PunBB va ser dissenyat originalment per generar XHTML estàndard, tenint en compte la velocitat i la simplicitat. Funcions com ara la missatgeria privada, les enquestes, l'ús compartit de fitxers i els fitxers adjunts no es van implementar originalment. No obstant això, des de llavors s'han publicat com a modificacions de tercers. PunBB ha admès extensions de tercers des de la versió 1.3.

## Història
PunBB va ser fundat per Rickard Andersson com un projecte personal per crear un fòrum de discussió alternatiu. L'agost de 2003, la versió 1.0 va ser publicada sota la Llicència Pública General de GNU.
PunBB originalment es coneixia simplement com a Pun perquè "un joc de paraules és un joc de paraules i això és bàsicament el que passa en un tauler d'anuncis". L'addició BB significa el tauler d'anuncis. PunBB està disponible en molts idiomes, com ara el castellà, el rus, l'italià i molts altres. Els idiomes són creats pels col·laboradors del projecte i no oficialment per PunBB. No obstant això, tenen suport de la comunitat.
El 2007, el codi i els drets del projecte es van vendre a Informer Technologies, Inc. L'empresa no va introduir cap canvi important al principi, a part d'eliminar la possibilitat de donar diners al projecte. L'abril de 2008, Rickard Andersson va decidir abandonar el projecte per motius personals. Com a resultat, alguns desenvolupadors van seguir l'exemple i van iniciar el desenvolupament d'un fork, conegut com a FluxBB. Uns dies més tard, l'empresa va traslladar el projecte del domini punbb.org al domini paraigua dels seus projectes a punbb.informer.com.
Diversos fòrums de discussió de projectes de codi obert i comercials utilitzen PunBB. Fins al setembre del 2011, els desenvolupadors de Facebook utilitzaven PunBB per impulsar el Fòrum de Desenvolupadors de Facebook, on els usuaris participaven en debats i podien enviar informes d'errors.

## Forks

### FluxBB
FluxBB és una bifurcació de PunBB creada pels seus desenvolupadors després que Andersson deixés el projecte l'abril de 2008. Els desenvolupadors van considerar que la bifurcació era necessària per mantenir el control sobre el procés de desenvolupament sense la influència d'interessos comercials. Igual que amb PunBB, es va publicar sota la Llicència Pública General de GNU. El juliol de 2008, FluxBB va ser anunciat com a finalista als Premis Community Choice 2008 de SourceForge.net en la categoria de "Millor projecte nou".
Originalment, una continuació de la branca 1.3 de PunBB, es va anunciar el gener de 2009 que la branca 1.3 vigent en aquell moment es deixaria de produir i que FluxBB 1.4 tornaria a estar basat en el codi base 1.2. Per a FluxBB 1.4, diverses funcions s'han retroportat de la versió 1.3, com ara la compatibilitat amb UTF-8, un nou tema per defecte i la possibilitat de dividir i fusionar publicacions. El sistema d'extensió, però, no s'hi va incloure. FluxBB 1.5 es va publicar el maig de 2012.
El juliol de 2012 es va anunciar que FluxBB 2.0, la següent versió important del programari, es basaria en el framework web Laravel, i que el treball existent es portaria al nou framework.
El 2015, el desenvolupador principal de FluxBB, Franz, va anunciar que fusionarien el projecte amb un altre programari de fòrums anomenat Flarum juntament amb el desenvolupador principal d'esoTalk, Toby Zerner.